# Káloz
Káloz è un comune ungherese di 2.543 abitanti (dati 2001). È situato nella contea di Fejér.